# Ricardo Ávila
Ricardo Guardia Ávila ( 4 de fevereiro de 1997) é um futebolista que joga para o clube Belga de Gent, como um meio-campista.

## Carreira
Nascido na Cidade do Panamá, jogou para o Chorrillo, Koper atualmente defende o Gent.

## Carreira internacional
Ele fez sua estréia para a Seleção do Panamá , em 2016. Ele foi convocado para o Panamá, para a Copa do Mundo de 2018, na Rússia.